# Halls of Dimension
Halls of Dimension è il cinquantasettesimo album in studio del chitarrista statunitense Buckethead, pubblicato il 19 settembre 2013 dalla Hatboxghost Music.

## Descrizione
Ventisettesimo disco appartenente alla serie "Buckethead Pikes", Halls of Dimension è il quarto dei cinque dischi che il chitarrista ha pubblicato nel mese di settembre 2013. In precedenza erano stati pubblicati Slug Cartilage (4 settembre), Pancake Heater (5 settembre) e Worms for the Garden (12 settembre).
Halls of Dimension, la cui copertina richiama molto quella di Empty Space (secondo disco della serie Buckethead Pikes pubblicato nel 2011), contiene otto tracce, di cui sei costituiscono la title track dell'album.

## Tracce
Musiche di Buckethead.
1. McDougal Street – 7:39
2. Halls of Dimension Part One - Hall 1 – 3:37
3. Hall 2 – 3:18
4. Hall 3 – 3:23
5. Hall 4 – 2:07
6. Hall 5 – 3:42
7. Part Two - Falling Through the Vacuum – 5:51
8. Suns Set – 2:26

## Formazione
- Buckethead – chitarra, basso, programmazione